# Lanchères
Lanchères (picardisch: Lanchére) ist eine nordfranzösische Gemeinde mit 889 Einwohnern (Stand 1. Januar 2022) im Département Somme in der Region Hauts-de-France. Die Gemeinde liegt im Arrondissement Abbeville und ist Teil des Kantons Friville-Escarbotin.

## Geographie

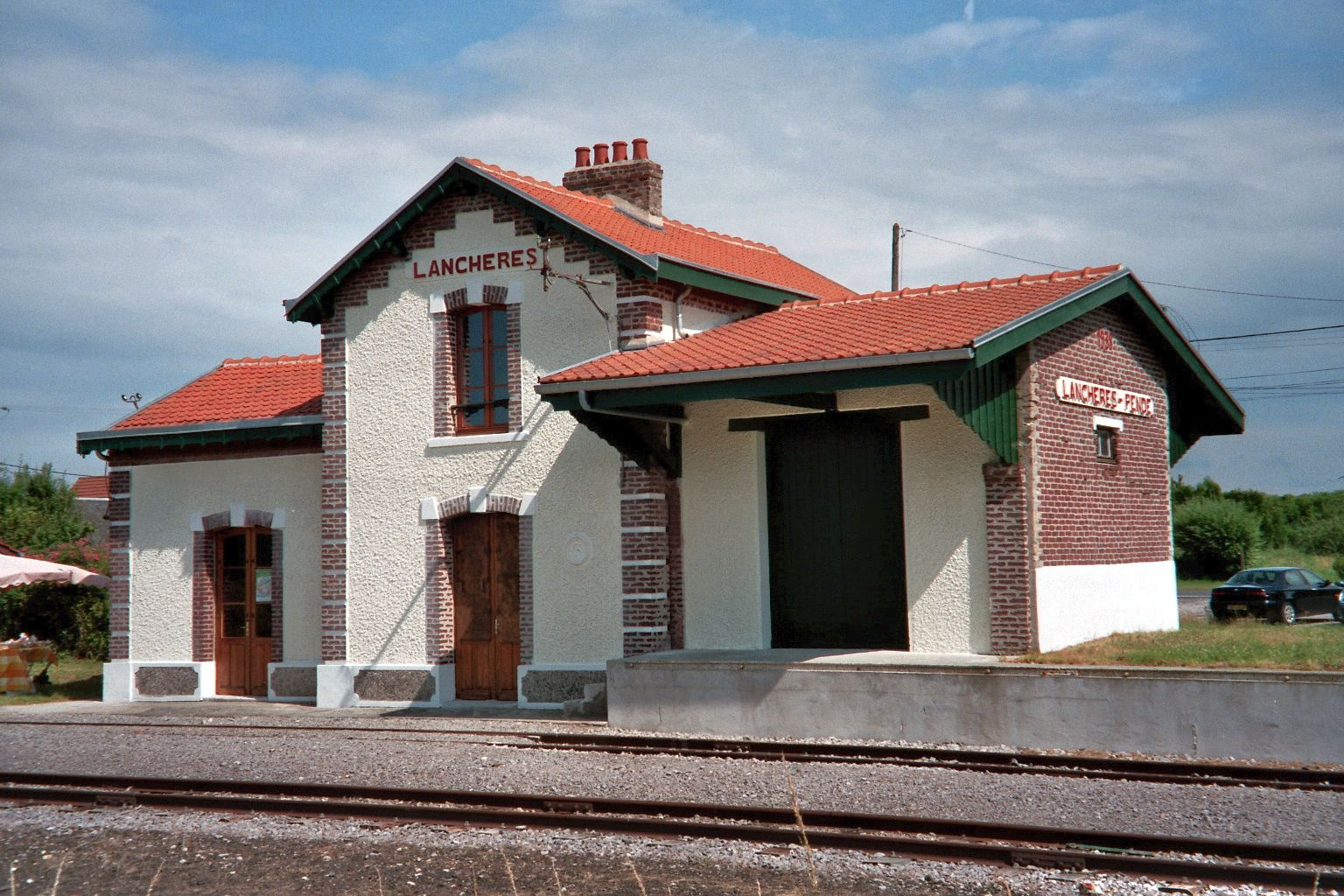
Bahnhofsgebäude von Lanchères-Pendé

Die Gemeinde 6,5 Kilometer südwestlich von Saint-Valery-sur-Somme erstreckt sich von der Somme-Bucht östlich der Pointe du Hourdel südlich landeinwärts bis auf die ersten Höhen des Vimeu. Der namensgebende Hauptort liegt an der Meterspurbahnstrecke des Chemin de Fer de la Baie de Somme von Noyelles-sur-Mer nach Cayeux-sur-Mer. Zu Lanchères gehören die Ortsteile (von Norden) Wathiéhurt, Herlicourt, L’Alleu und Poutrincourt. Das Gemeindegebiet liegt im Regionalen Naturpark Baie de Somme Picardie Maritime.

## Einwohner
| 1962 | 1968 | 1975 | 1982 | 1990 | 1999 | 2006 | 2011 |
| ---- | ---- | ---- | ---- | ---- | ---- | ---- | ---- |
| 788  | 762  | 797  | 775  | 826  | 834  | 969  | 1002 |

## Verwaltung
Bürgermeister (maire) ist seit 2014 Yves Blondin.

## Sehenswürdigkeiten

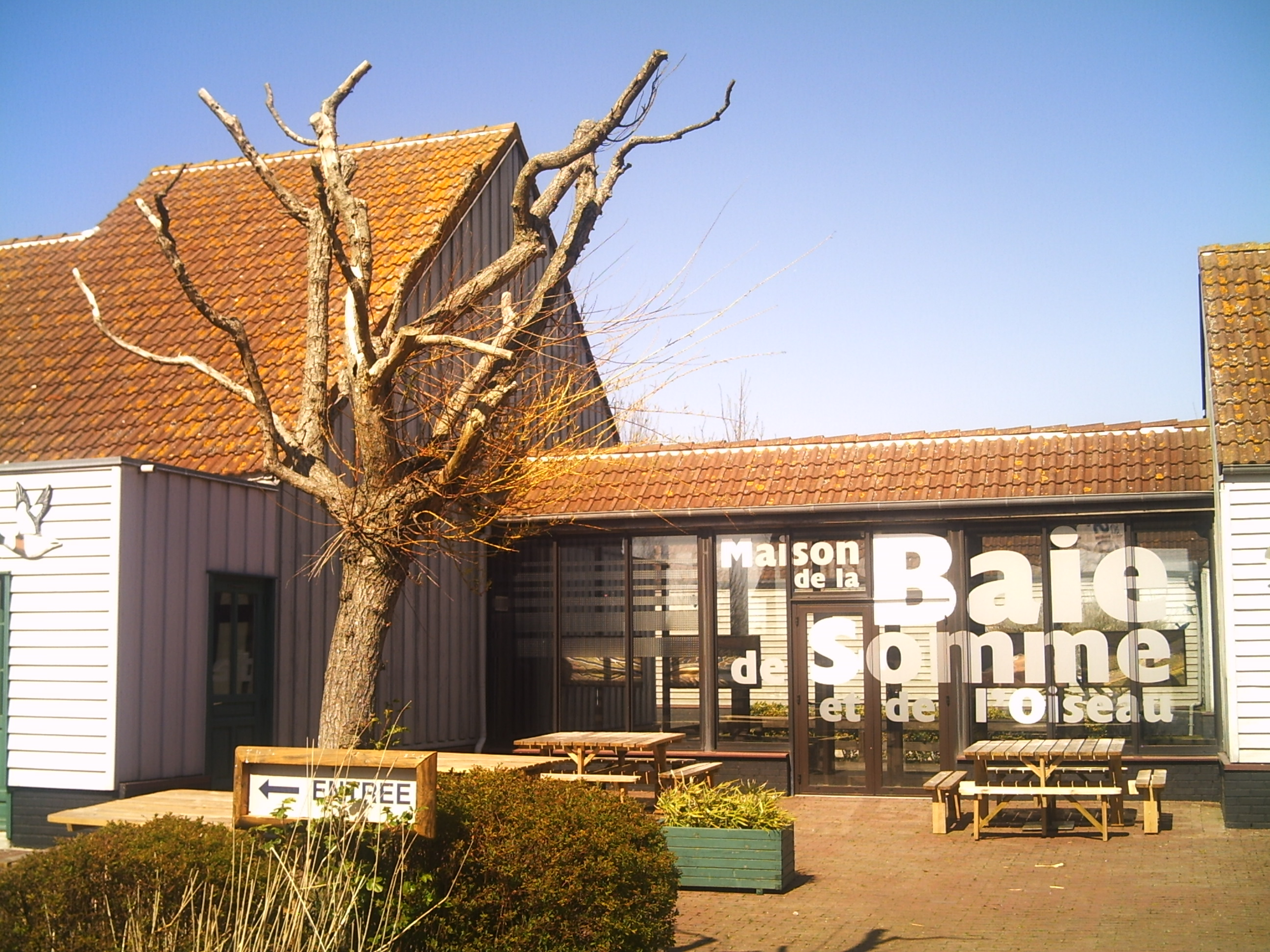
Maison de la Baie de Somme et de l’Oiseau

- Mariä-Geburts-Kirche aus dem 16. Jahrhundert mit einer Glocke aus dem Jahr 1520[1]
- Ruinen von Schloss Poutrincourt aus dem 15. Jahrhundert, 1980 als Monument historique eingetragen[2]
- Schloss Lanchères aus dem 18. Jahrhundert mit Park
- Maison de la Baie de Somme et de l'Oiseau in der Nähe der Somme-Bucht

## Persönlichkeiten
- Paul Vimereu, Schriftsteller (1881–1962), verbrachte hier seine Jugend.
- Jules Dufrêne (1916–1991), picardischer Autor, in Watiéhurt geboren.
- Jean de Poutrincourt (1557–1615), gründete 1605 Port-Royal in Akadien (heute Nova Scotia, Kanada).